# Gia tốc kế PIGA
PIGA (Gia tốc kế tích hợp con lắc) là một loại gia tốc kế có thể đo gia tốc và đồng thời tích hợp gia tốc này theo thời gian để tạo ra thước đo tốc độ. Công dụng chính của PIGA trong hệ thống dẫn đường quán tính (INS) để dẫn đường cho máy bay và đặc biệt nhất là dẫn đường cho tên lửa đạn đạo. Nó được đánh giá cao về độ nhạy và độ chính xác cực cao kết hợp với tầm hoạt động trên một phạm vi gia tốc rộng. PIGA vẫn được coi là công cụ hàng đầu cho hướng dẫn tên lửa cấp chiến lược, mặc dù các hệ thống dựa trên công nghệ MEMS lại có sức thu hút với các yêu cầu hiệu suất thấp hơn.

## Nguyên lý hoạt động
Phần tử cảm biến của PIGA là một khối lớn, tự do xoay vòng bằng cách được gắn trên ổ trục. Một con quay hồi chuyển được gắn vào sao cho nó sẽ hạn chế con lắc chống lại "rơi tự do" theo hướng gia tốc. Khối lượng lớn và con quay hồi chuyển của nó được gắn trên bệ có thể quay bằng động cơ mô-men xoắn điện. Trục quay của bệ này là trực giao với trục quay của con quay hồi chuyển cũng như trục mà con lắc có thể tự do di chuyển. Trục quay của bệ này cũng theo hướng gia tốc đo được.
Vị trí của con lắc được cảm nhận bằng các tiếp điểm điện chính xác hoặc bằng phương tiện quang học hoặc điện từ. Nếu gia tốc thay thế cánh tay con lắc từ vị trí về không của nó, cơ chế cảm biến sẽ vận hành mô-men xoắn và xoay bệ sao cho đặc tính của phần trước con quay hồi phục con lắc về vị trí không. Tốc độ quay của bệ cho ra gia tốc trong khi tổng số vòng quay của trục cho ra tốc độ, do đó có thuật ngữ "tích hợp" trong từ viết tắt PIGA. Một mức độ tích hợp hơn nữa của trục quay bằng phương tiện điện tử hoặc phương tiện cơ học, chẳng hạn như bộ tích hợp bóng và đĩa, có thể ghi lại sự dịch chuyển hoặc khoảng cách di chuyển, phương pháp cơ học sau này được sử dụng bởi các hệ thống hướng dẫn sớm trước khi có máy tính kỹ thuật số phù hợp.
Trong hầu hết các triển khai của PIGA, bản thân con quay hồi chuyển được dồn vào đầu cánh tay con lắc để hoạt động như chính khối lượng của con lắc. Có thể cần tối đa ba dụng cụ như vậy cho mỗi kích thước của INS với ba gia tốc kế được gắn trực giao nói chung trên nền tảng được ổn định con quay hồi chuyển trong một hệ thống tấm ván giữ thăng bằng.
.
Một yêu cầu quan trọng đối với độ chính xác là ma sát tĩnh thấp trong vòng bi của con lắc; điều này đạt được bằng nhiều cách khác nhau, từ trục bi đôi với chuyển động dao động chồng chất đến chịu lực trên ngưỡng của nó hoặc thông qua việc sử dụng khí hoặc chất lỏng hoặc bằng phương pháp thay thế của con quay hồi chuyển trong chất lỏng và hạn chế khối lượng còn lại bằng cách khảm ngọc cho trục bi hoặc phương tiện điện từ. Mặc dù phương pháp sau này vẫn có độ nhớt của chất lỏng, đây là tuyến tính và không có giới hạn và có lợi thế là có ma sát tĩnh tối thiểu. Một khía cạnh khác là kiểm soát chính xác tốc độ quay của con quay hồi chuyển.
Các tên lửa sử dụng PIGAs là Polaris, Titan, Redstone, Jupiter, Saturn Series và MX Peacekeeper.